# Народный комиссариат танковой промышленности СССР
Наро́дный комиссариа́т та́нковой промы́шленности СССР (НКТП) — государственный орган СССР по управлению танковой промышленностью в 1941—1945 годах.

## История
Создан 11 сентября 1941 года на базе Народного комиссариата среднего машиностроения в связи с большими потерями танков в Великой Отечественной войне.
Размещался в Челябинске, в здании построенного в 1939 году по проекту архитектора Бориса Егорова, но ещё не открытого торгового предприятия по адресу улица Спартака, 46, куда на базу Челябинского тракторного завода были эвакуированы завод № 75 (филиал завода № 183 из Харькова) и Кировский завод из Ленинграда.
Первым народным комиссаром был назначен Вячеслав Малышев. В июле 1942 года его сменил Исаак Зальцман.
В состав комиссариата входил ряд крупнейших промышленных гигантов с численностью работников более 10 000 человек. Всего в годы войны на его предприятиях работало 200—250 тыс. человек.
В состав НКТП были включены предприятия, уже имевшие в 1930-е годы опыт производства танков: в Харькове — завод № 183, производивший средние танки Т-34, и № 75, изготовлявший дизельные двигатели для танков; в Ленинграде — Кировский завод, выпускавший тяжёлые танки КВ-1 и завод № 174 (лёгкие танки Т-26); в Москве — завод № 37 (лёгкие плавающие танки Т-40), Мариупольский завод им. Ильича, производивший корпуса для Т-34, и Подольский завод им. Орджоникидзе, одним из видов продукции которого было производство бронекорпусов для танка Т-40.
Поскольку к началу сентября 1941 года большинство из этих заводов уже находились под угрозой захвата немцами, то одновременно в состав НКТП вошли также предприятия, расположенные в восточных районах СССР. Эвакуируемые танковые заводы «встречали»: Челябинский тракторный завод принимал Кировский завод, Уральский вагоностроительный завод размещал на своих площадях завод № 183, Уральский турбинный завод — двигательный цех Кировского завода, Уральский завод тяжёлого машиностроения — Ижорский завод, а Юргинский машиностроительный завод — завод № 75. Кроме того, в состав НКТП вошли Сталинградский тракторный завод, приступивший к выпуску Т-34, № 264 в Сталинграде, налаживавший производство бронекорпусов для СТЗ, и № 112 («Красное Сормово»), также переориентированный на изготовление танков Т-34.
Кроме того, в состав НКТП вошли заводы, первоначально не занимавшиеся производством танков, например Саратовский паровозоремонтный, Муромский и Коломенский паровозостроительные. К концу 1941 года процесс формирования НКТП был завершён.
На первом этапе главной задачей НКТП было резкое увеличение объёмов производства танков. В приказе от 9 декабря 1941 года комиссар танковой промышленности Вячеслав Малышев поставил перед директором завода № 183 Юрием Максарёвым задачу «внедрить на заводе автотракторную технологию». В короткие сроки на заводах НКТП были внедрены технологии массового производства, в частности конвейерная сборка танков, внедрены более производительные специализированные станки (полуавтоматы, многорезцовые, револьверные, и другие), осуществлён переход от ковки к литью деталей, а также освоен метода академика Евгения Патона по автоматической сварке корпусов.
В результате в течение 1942 года значительно снизилась трудоёмкость изготовления танка Т-34. Так, на заводе № 183 она снизилась на 22 %, на заводе № 112 — на 40 %.
Большое значение для роста производства танков также имели изменения, вносимые в их конструкцию. Однако, упрощение конструкции и технологического процесса привело к снижению надёжности. Поэтому с лета 1942 года основные усилия конструкторов НКТП были переключены с упрощения технологий изготовления на повышение надёжности танков. В июне 1942 года эту смену тенденций озвучил Иосиф Сталин:

Наши танки превосходят заграничные, в том числе и немецкие, по своим техническим показателям, но уступают им в ходовой части… Надо иметь в виду, что теперь танкисты менее квалифицированы и поэтому танки надо делать проще, надежнее, а не рассчитывать на виртуозов… Новые танки делать пока не будем. Не надо отвлекать конструкторов от задачи улучшать и модернизировать выпускаемые танки… К новым машинам вернёмся через месяц — полтора, когда конструкторы закончат работу по улучшению существующих танков.
— дневник В. А. Малышева
Деятельность НКТП в начальный период войны (1941—1942 годы) предопределила последующую успешную работу советского танкостроения, которое по количественным показателям существенно опережало танковую промышленность Германии и оккупированных ею стран. Так, в СССР в 1942 году было произведено 24 504 танка и САУ, а в Германии — только 6 189; в 1943 году — 24 006 (в Германии 10,7 тыс.), в 1944 году — 28 983 (в Германии 18,3 тыс.), в первом полугодии 1945 года — 15 422 (в Германии только 4,4 тыс.)
14 октября 1945 года Народный комиссариат танковой промышленности был переименован в Народный комиссариат транспортного машиностроения СССР. С 1946 года преобразован в Министерство транспортного машиностроения СССР.

## Народные комиссары танковой промышленности
1. Вячеслав Малышев (11 сентября 1941 — 14 июля 1942)
2. Исаак Зальцман (14 июля 1942 — 28 июня 1943)
3. Вячеслав Малышев (28 июня 1943 — 14 октября 1945)